# Dongfeng 25
Die Dongfeng 25 oder DF-25 (chin. 东风 „Ostwind“) ist eine mobile, landgestützte ballistische Mittelstreckenrakete der Volksrepublik China.

## Entwicklung
Die Entwicklung der DF-25 begann in den 1980er-Jahren. In den 1990er-Jahren stand das Programm mehrfach still. Überraschenderweise wurden die ersten Raketen zu Testzwecken im Jahr 2000 an die Volksbefreiungsarmee übergeben. Auch danach blieb vieles der weiteren Entwicklung im Dunkeln. Die volle operationelle Gefechtsbereitschaft wurde vermutlich 2005 erreicht. Außerhalb Chinas ist nur wenig über die DF-25 bekannt. Erste Bilder und Beschreibungen erschienen erst 2007.

## Technik
Die DF-25 ist eine zweistufige Feststoff-Rakete, die die ersten beiden Antriebsstufen der CSS-9 ICBM sowie eine neue Sprengkopfsektion für konventionelle Gefechtsköpfe verwendet. Die Steuerung erfolgt mittels einer Trägheitsnavigationsplattform gekoppelt mit einem GPS. In Abhängigkeit von der Schussdistanz wird eine Präzision (CEP) von 100 bis 300 Metern (m) erreicht.
Die DF-25 Rakete ist in einem Start- und Transportbehälter untergebracht, der auf dem WS2500 10x8 LKW installiert ist. Das System ist straßenmobil und daher schwierig zu lokalisieren, wodurch eine präventive Bekämpfung stark erschwert wird. Es wird eine minimale Reaktionszeit aus der Fahrt bis zum Raketenstart von 10 bis 15 Minuten erreicht. Mit dem mobilen System können die Raketen direkt in der Basis oder auf der Straße gestartet werden.
Die Rakete kann mit einem bis zu 2000 kg schweren konventionellen Sprengkopf ausgerüstet werden. Eine nukleare Bestückung ist für die DF-25 nicht vorgesehen. Je nach Nutzlast wird eine unterschiedliche Reichweite erzielt. Mit einer Nutzlast von 1000 kg hat die DF-25 eine Reichweite von bis zu 3000 km. Mit der vollen Nutzlast von 2000 kg liegt die Reichweite bei 1700 km.

## Status
Die DF-25 wurde für den Einsatz im asiatischen Raum (Indien, Russland, Taiwan, Vietnam und Korea) konzipiert. Weitere Einsatzräume sind vermutlich Ziele im Südchinesischen Meer. Mit der DF-25 ist es möglich, bei Gebietsstreitigkeiten die Inseln in diesem Gebiet (z. B. die Spratly-Inseln und die Senkaku-Inseln) innerhalb kurzer Zeit mit massivem Feuer zu belegen.